# 梯里达底三世
梯里达底三世（活动时期公元1世纪初）安息国王（35年－36年在位）。
梯里达底三世是安息国王弗拉特斯四世的孙子，少年时被送往罗马当人质并在那里受教育。约36年，安息贵族发动了反对国王阿尔达班二世的叛变。他们派遣使节前往罗马皇帝提比略处，请求他送一位弗拉特斯王族的王子来代替阿尔达班。提比略于是派遣叙利亚总督卢基乌斯·维特里乌斯护送梯里达底返回东方。通过军事和外交手段，罗马人取得了成功，攻入美索不达米亚并扶立梯里达底三世为王；阿尔达班被贵族推翻并逃往东方。
但是梯里达底三世的统治显然无法维持，因为他深受罗马影响。安息贵族发觉他们的国家有被罗马人遥控的危险，于是不再支持他。36年阿尔达班二世率领一支斯基泰雇佣军从希尔卡尼亚返回，很快夺回了王位。梯里达底三世逃往叙利亚，他以后的事迹不详。
| 前任： 阿尔达班二世 | 安息国王 35~36 | 繼任： 阿尔达班二世 |

## 资料来源
- 本条目包含来自公有领域出版物的文本: Chisholm, Hugh (编).  (第11版). London: Cambridge University Press. 1911.
- 塔西佗：《编年史》
- 卡西乌斯，lviii，26.